# 阿曼石斑魚
阿曼石斑魚，為輻鰭魚綱鱸形目鱸亞目鮨科的其中一種，被IUCN列為次級保育類動物，分布於西印度洋區，從阿曼至索馬利亞海域，棲息深度6-88公尺，體長可達52公分，生活在岩石底質海域，為底棲性魚類，屬肉食性，可做為食用魚。

## 擴展閱讀
維基物種上的相關：阿曼石斑魚